# Vitellia (città antica)
Vitellia fu una città del Latium vetus, situata alla frontiera romana con gli Equi e per via di ciò fra di loro contesa.

## Storia
Secondo Tito Livio, attorno al 488 a.C. fu conquistata dai Volsci, guidati da Attio Tullio e Coriolano, generale romano che era stato esiliato da Roma. Dopo essere tornata sotto controllo romano fu contesa fra quest'ultimi e gli Equi, e negli anni successivi i romani vi installorono dei loro coloni. Nel 393 a.C. fu conquistata dagli Equi, ma furono cacciati lo stesso anno dal console Lucio Lucrezio Tricipitino Flavo.